# Хемолитички уремијски синдром
Хемолитички (хемолизни) уремијски синдром је синдром изражене интраваскуларне хемолизе и бубрежне инсуфицијенције, чија етиологија и патогенеза нису до краја познати. Основни симптом у овом синдрому је стварање микротромба у гломерулским капиларима (у бубрезима), што и доводи до инсуфицијенције бубрега и фрагментације и лизе еритроцита.
У ову групу болести спада и тромбозна тромбоцитопенијска пурпура, микроангиопатска хемолизна анемија, хемоглобинурија због марша, дисеминована интраваскуларна коагулација и сл.
|  | Молимо Вас, обратите пажњу на важно упозорење у вези са темама из области медицине (здравља). |